# عصفور الملك السميك المنقار
عصفور الملك السميك المنقار (الاسم العلمي: Tyrannus crassirostris) (بالإنجليزية: Thick-billed Kingbird)‏ هو نوع من الطيور يتبع جنس عصفور الملك من فصيلة عصافير الملك.